# Fortuna
Fortuna – w mitologii rzymskiej bogini kierująca ludzkimi losami jako bóstwo zarazem szczęścia i nieszczęścia.

## W mitologii
Jako pierwiastek Losu jej męskim odpowiednikiem był Fors; niekiedy łączono ich w jedno bóstwo Fors Fortuna występujące w podwójnej postaci. U Rzymian była odpowiednikiem greckiej bogini przypadku Tyche. Według sprzecznych danych o jej pochodzeniu była siostrą nereid i córką Nereusa albo tytana Okeanosa bądź Prometeusza lub samego Zeusa (Jowisza). Wprowadzenie jej kultu w Rzymie już w VI wieku p.n.e. przypisywano Serwiuszowi Tuliuszowi, który dzięki jej przychylności miał z niewolnika stać się królem. Podobnie jak cześć dla Tyche na greckojęzycznym wschodzie, kult Fortuny żywy już w czasach republiki, nasilił się jeszcze i rozpowszechnił w epoce cesarstwa. „Ślepej losów szafarce” (Naruszewicz) oddawano cześć w wielu miastach imperium jako ich opiekunce (co zwykle symbolizowała corona muralis na jej głowie), zwłaszcza portowych – jako patronce również żeglarzy.

## Kult
Jako opiekunkę narodu rzymskiego (populus Romanus) otaczano ją kultem w świątyni wzniesionej na Kwirynale, osobny posąg wystawiono jej na Kapitolu. August po zakończeniu wojen na wschodzie ufundował jej ołtarz jako bóstwu „dobrego (szczęśliwego) powrotu” (Fortuna Redux), któremu zarazem powierzono patronat nad osobą panującego (cesarza). Co roku odbywały się tam 12 października uroczystości dziękczynne z udziałem arcykapłana i westalek, dodatkowo uświetnione ośmiodniowymi igrzyskami, zwanymi Augustalia. Wzywano jej też pod innymi imionami (Fortuna Publica, Fortuna Huiusce Dei, czyli patronki dnia bieżącego). Bardzo okazałe, sławne z wyroczni sanktuarium Fortuny Primigenii, z którego pozostały ruiny, zbudowano w Praeneste (dzisiejsza Palestrina). W czasach cesarstwa stopniowo utożsamiano ją z innymi bóstwami, przede wszystkim z Izydą.
Za jej męski odpowiednik uważano bóstwo zwane Fors, z którym stanowiła parę; często łączono ich w jedno bóstwo w podwójnej postaci pod mianem Fors Fortuna.

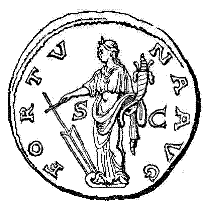
Rewers monety z typowym wyobrażeniem Fortuny (przerys)

W sztuce Fortunę przedstawiano siedzącą bądź stojącą z rogiem obfitości i nierzadko z zawiązanymi oczami (ślepą). Na rewersach rzymskich monet ukazywana jest najczęściej ze sterem (jako sternik życia ludzkiego) i rogiem obfitości, często z kołem (rota Fortunae) u boku, czasem z gałązką oliwną i paterą; na monetach cesarstwa z przydomkami jak: Fortuna Augusti, Fortuna Felix, Fortuna Victrix, Fortuna populi Romani.

## W tradycji kulturowej
Jako bogini szczęśliwego przypadku dała początek takim powiedzeniom jak: Fortuna tibi est (szczęście ci sprzyja) czy fortis Fortuna adiuvat (u Cycerona, Terencjusza) lub u Wergiliusza audentes (audaces) Fortuna iuvat (śmiałych Fortuna wspiera; Eneida X, 283), co u Krasickiego przekłada się na: śmiałym się zawżdy najlepiej udało. Staropolskie powiedzenie śmiałym szczęście sprzyja znajduje odbicie w utworach Stryjkowskiego, Szymonowica, Mączyńskiego, Knapskiego, Potockiego i innych. Wiążą się z tym również polskie powiedzenia „fortuna kołem się toczy” czy „raz na wozie, raz pod wozem”, obrazujące zmienność ludzkiego losu. Mówi o niej Mikołaj Rej w Wizerunku własnym jako o uosabiającej los zmienny (Tak im ona Fortuna co na kole stoi, / Jako innym motylem po swej myśli broi), podobnie traktuje Jan Kochanowski w Pieśniach: Nie wierz Fortunie, co siedzisz wysoko… Pośrednie nawiązanie do niej czytelne jest też w pierwszym akcie Balladyny J. Słowackiego (Oślepionego losu chyba ręce wskażą mi żonę).
Pochodzi od niej (używane również dawniej w Polsce) imię Fortunat (Fortunatus) i jego żeński odpowiednik Fortunata.